# 安娜·貝賴特爾

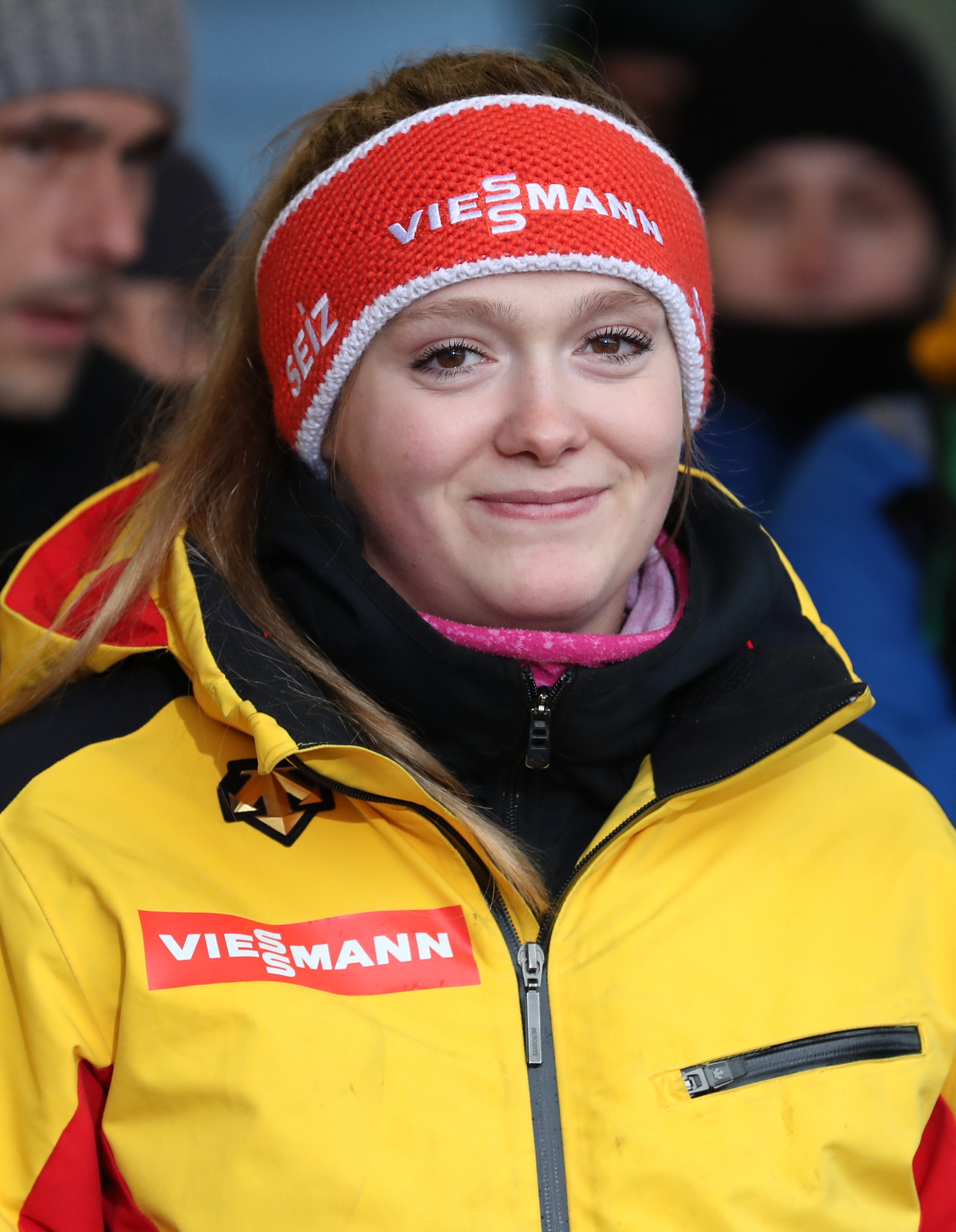
安娜·贝赖特尔，2020年

安娜·貝賴特爾（德語：Anna Berreiter，1999年9月3日—），德國雪橇運動員，她代表德國隊參加了中國舉行的2022年冬季奧林匹克運動會，並且在女子單人比賽上獲得銀牌。